# Булат (имя)
Була́т — мужское имя персидского происхождения, которое было заимствовано тюркскими народами. Этимологическое значение имени — «сталь». От тюрок имя Булат попало на Русь, где использовалось до распространения христианства.
Происходит от персидского Пулад (Pulad) в значении «сталь, булат». Имя имеет нарицательное происхождение от названия сорта стали — булат. Имело формы, помимо Булат, также Болат и Пулат. В сказках имя Булат носили богатыри.
От имени происходит тюркская по происхождению фамилия Булатов, известная с XVI века.